# كسر الحوض
كسر الحوض هو كسرٌ في التركيب العظمي للحوض. يتضمن أي كسر لعظمة العجز، الورك (عظم الإسك، العانة، عظم الحرقفة) أو العصعص. تتضمن الأعراض الالم، خاصة مع الحركة، ربما تتضمن المضاعفات نزيف داخلي، إصابة المثانة أو ضربة مهبلية.
الاسباب الشائعة تتضمن:السقوط، تصادم السيارات، تصادم السيارة بالمشاة أو إصابة هرسية مباشرة، في الأشخاص ذوي العمر الصغير الرضة الخطيرة مطلوبة للإصابة بينما في الأشخاص المسنين الرضة الأقل خطورة قد تسبب كسر. يقسم إلى نوعين: مستقر وغير مستقر. الكسور الغير مستقرة تقسم إلى انضغاط أمامي انضغاط خلفي وانضغاط جانبي وجز عامودي، أو الجمع بين الية عدة كسور.
 التشخيص هو افتراض يعتمد على الأعراض وتطابق الفحص عن طريق الاشعة السينية والتصوير المقطعي المحوسب. إذا كان الشخص مستيقظ تماماً وليس لديه ألم في الحوض فالتصوير الطبي ليس له حاجة.
العلاج الطارئ عامةً يتبع برامج دعم الحياة المتقدم لعلاج الإصابات الخطيرة. وهذا يبدأ بجهود توقيف النزيف واستبداله بالسوائل. التحكم بالنزيف يمكن تخفيفه باستخدام رباط الحوض أو ملاءة السرير لدعم الحوض. جهود أخرى تتضمن إحداث إسداد، تعبئة طبقة بريتونيل. بعد تثبيت الحوض ربما يتطلب جراحة ترميم.
كسور الحوض تشكل حوالي 3% من كسور البالغين. الكسور المستقرة عامةً لديها نتائج جيدة، احتمالية الموت مع الكسور غير المستقرة تبلغ حوالي 15% بينما هؤلاء من لديهم انخفاض في ضغط الدم لديهم احتمالية الموت بنسبة 50%. الكسور غير المستقرة عادةً يصاحبها إصابات لمناطق خطورة أخرى في الجسم.

## العلامات والأعراض
الاعراض تتضمن ألم خاصة عند الحركة.
المضاعفات من المحتمل أن تنتج بسبب زيادة في فقدان الدم أو اختراق للأعضاء، محتمل أن تؤدي إلى صدمة (جهاز الدوران). التعرق والتكدم ربما تنتج، وأكثر في الإصابات ذات التأثير الكبير. الألم في المناطق المتأثرة ربما يختلف حيث شدة التأثير تزداد من الممكن ولربما ينتشر إذا تطورت الأعراض عند التحرك.

## الأسباب
الأسباب الشائعة تتضمن السقوط، تصادم السيارات، ارتطام السيارات بالمشاة، إصابات هرسية مباشرة. في الأشخاص صغار العمر الرضوض القوية مطلوبة بينما في الأشخاص كبار السن رضوض أقل قوة قد تؤدي إلى كسور.

## الفيسولوجيا المرضية
عظمة الحوض تتضمن: عظم الحرقفة ،عظم الإسك، العانة التي تكون حلقات تشريحية مع العجز. تلف هذه الحلقات يحتاج لطاقة كافية. عندما تأتي إلى إستقرار وبناء الحوض أو الحزام الحوضي، فهم وظيفته كدعم للجذع والأرجل يساعد في التعرف على تأثير كسور الحوض على الشخص. عظم العانة، عظم الإسك وعظم الحرقفة تشكل حزام الحوض وتلتحم مع بعضها كوحدة واحدة وترتبط بكلا جانبي العمود الفقري وتدور حوله لإنشاء حلقات وتجويف لوضع أربطة الورك. الارتباط بالعمود الفقري مهم للقوة المباشرة في الجذع من الارجل كالحركة تمتد إلى الظهر. هذا يتطلب حوض قوي كفاية لضغط الوقوف والطاقة. مختلف العضلات تلعب دور مهم في ثبات الحوض بسبب القوة المتداخلة، كسور الحوض المتكررة تؤدي إلى إصابات في الأعضاء المتصلة في عظم الحوض. بالإضافة إلى ذلك، الرضوض لأعضاء الحوض الخارجية، كسور الحوض عادة مصحوبة مع نزيف خطير بسبب زيادة التزويد الدموي لهذه المنطقة، الأوردة في ضفيرة العجز أكثر عرضة. أكثر من 85% من النزيف بسبب كسور الحوض في الأوردة أو من الأسطح المفتوحة للعظم.

## التشخيص
إذا كان الشخص مستيقظ تماماً وليس لديه ألم في الحوض فالتصوير الطبي ليس له حاجة.

## التصنيف

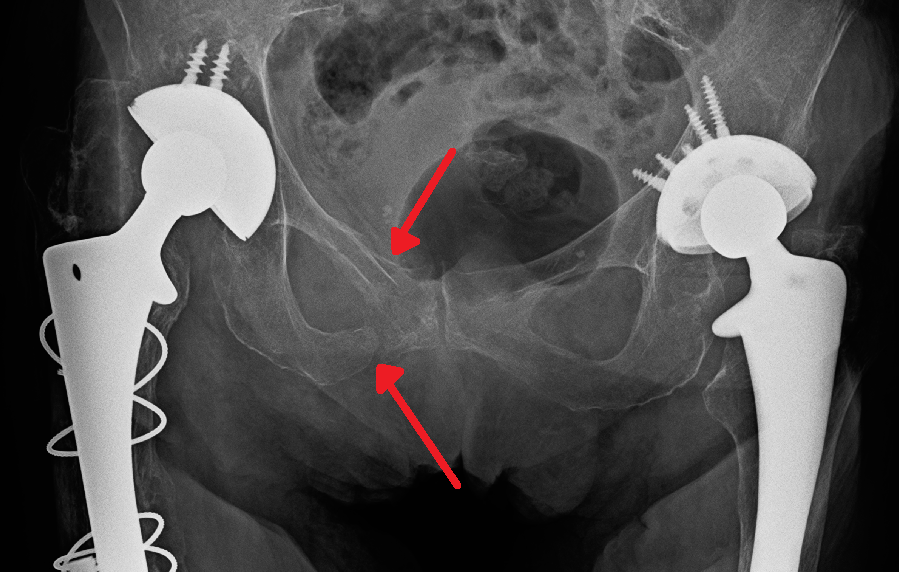
الكسور في طرفي العانة العلوي (في الموضعين) والسفلي في يمين المريض، في الشخص الذي كان لديه قبل استبدال الورك.

كسور الحوض أكثر شيوعاً توصف باستخدام واحد من نظامين تصنيفيين إثنين، مختلف الضغوط على الحوض تنتج مختلف الكسور، بعض الأحيان تحدد بالاعتماد على الاستقرار أو عدم الاستقرار.
تصنيف (تايل) : نظام تصنيف تايل يعتمد على صلابة المركب العجزي الحرقفي الخلفي.
الإصابات من النوع أ، المركب الحرقفي العجزي سليم، حلقات الحوض فيها كسور مستقرة يمكن السيطرة عليها بدون تدخل جراحي.
الإصابات من نوع ب، بسبب إما قوة دورانية داخلية أو خارجية ينتج خراب جزئي في المركب العجزي الحرقفي الخلفي وعادة يكون غير مستقر.
الإصابات من النوع ج، تتضمن خراب كلي للمركب العجزي الحرقفي الخلفي وعدم استقرار عامودي دوراني. هذه الإصابة تنتج من قوة عظيمة عادة من تصادم سيارات أو سقوط من إرتفاع أو ضغط شديد للمنطقة.
تصنبف (يونغ بورغيس) : نظام تصنيف يعتمد على آلية الإصابة: ضغط خلفي أمامي نوع 1، 2، 3، ضغط جانبي نوع 3,2,1، قص عامودي أو مزيج من القوى.
كسور الضغط الجانبي تتضمن كسور عرضية للعانة إما مماثل أو مقابل للإصابة الخلفية.
الدرجة 1 : مصحوبة بضغط العجزي على جانبي التأثير
الدرجة 2 : مصحوبة بكسر حرقفي خلفي (هلالي) على جانبي التأثير
الدرجة 3 : مصحوبة بإصابة لأربطة الحرقفي العجزي الجانبية المقابلة
أكثر أنواع القوى شيوعاً، قوى الضغط الجانبية، من إصابات الحوادث المتحركة الجانبية وإصابات المشاة تنتج دوران داخلي. عظم العانة العلوي والسفلي قد ينكسر أماميا، مثال الإصابات من القوة العامودية مثل السقوط من الأعلى، تؤدي إلى تلف الأربطة أو العظام. عند حدوث عدة قوى تدعى الإصابة الميكانيكية المركبة.
''''كسر (الكتاب المفتوح)'
أحد الأنواع الخاصة بكسر الحوض يسمى كسر (الكتاب المفتوح)، عادة تنتج من تأثير ثقيل على المغبن (اصل الفخذ) على جانبي العانة، مألوفة في إصابات حوادث الدراجات النارية، في هذا النوع من الإصابات، النصفيين الأيمن والأيسر للحوض مفصولين عند الأمام والخلف، الفتحة الأمامية أكثر من الخلفية، مثل الكتاب المفتوح الذي يسقط على الأرض ويقسم في الوسط، بالاعتماد على الشدة، ربما يتطلب عملية إعادة تصحيح جراحية قبل إعادة التأهيل. القوى من الإتجاه الأمامي أو الخلفي، مثل حوادث السيارات وجهاً لوجه، قد تسبب دوران خارجي لنصفي الحوض، إصابات الكتاب المفتوح. الكسور المفتوحة تزيد خطورة العدوى والنزيف من إصابات الأوعية الدموية تؤدي إلى إرتفاع معدل الوفيات.

## الوقاية
بسبب عمر جسم الإنسان، العظام تصبح أكثر ضعف وهشاشة لذلك أكثر عرضة للكسور، بعض الاحتياطات ضرورية للتقليل من خطر حدوث كسر حوضي. الأكثر دماراً هي حوادث السيارات، حوادث الدراجات، السقوط من أعلى البناء الذي ينتج عنه إصابة قوية، ذلك ربما يكون خطيراً جداً لأن الحوض يدعم الكثير من الأعضاء الداخلية وهذا يدمر هذه الأعضاء، السقوط هو واحد من أشهر أسباب الكسر الحوضي، لذلك التعليمات المناسبة يجب أن تؤخذ بعين الاعتبار لمنع حدوث ذلك.

## العلاج
الكسر الحوضي عادةً يكون معقد والعلاج قد يكون عملية طويلة ومؤلمة. بالاعتماد على الشدة، الكسر الحوضي ربما يعالج مع أو بدون جراحة.

### المبدئي
ارتفاع مؤشر الاشتباه بوجود كسر حوضي عند أي شخص تعرض لرضة ضخمة، الحوض يجب ان يثبت ورباط الحوض. هذا قد يكون هذا الغرض من صنع الجهاز ولكن أيضاً يستعمل حول العالم لنتائج جيدة. تثبيت حلقة الحوض يقلل من فقدان الدم من أوعية الدموية للحوض ويقلل من خطر الموت.

### الجراحة
عادة الجراحة مطلوبة لكسور الحوض، الكثير من اساليب تثبيت الحوض تستخدم وتتضمن التثبيت الخارجي، والتثبيت الداخلي، والجر. عادة هناك اصابات أخرى تصاحب كسور الحوض لذلك نوع الجراحة يجب ان يخطط له بدقة.

### إعادة التأهيل
كسور الحوض القابلة للعلاج بدون تدخل جراحي مع استراحة السرير، بمجرد أن يكون الكسر شفي بشكل كافي، إعادة التأهيل يبدأ اولاً بالوقوف مستقيماً بمساعدة أخصائيين علاج طبيعي متبوعة ببدأ المشي باستخدام مشاية وبالأكيد تتطور لعصاة.

## التنبؤ
معدل الوفيات عند المصابين بكسور حوض بين 10% ـ 16%. لكن الموت عادة بسبب الرضوض المصحوبة التي تؤثر على الأعضاء مثل الدماغ، معدل الموت بسبب المضاعفات التي تعود مباشرة لكسور الحوض مثل النزيف منخفضة نسبياً.

## علم الأوبئة
حوالي 10% من المرضى يبحثون عن علاج في مركز الرضوض المرحلة الأولى، بعد إصابة قوية حادة لديهم كسر حوضي. اصابات الدراجات النارية تعتبر أكثر الاسباب المألوفة لكسور الحوض متبوعة بالاصابات للمشاة الناجمة عن السيارات، السقوط الطويل (أكثر من 15 قدم)، تصادم السيارات.